# بیلکا کورپوریشن
بیلکا کورپوریشن (انگلیسی: Bilka Corporation) شرکت خرده‌فروشی دانمارکی است، که در سال ۱۹۷۰ تأسیس شد.